# 圣多默堂 (威尼斯)
圣多默堂（Chiesa di San Tomà）是一座罗马天主教教堂，位于意大利威尼斯圣保罗区。

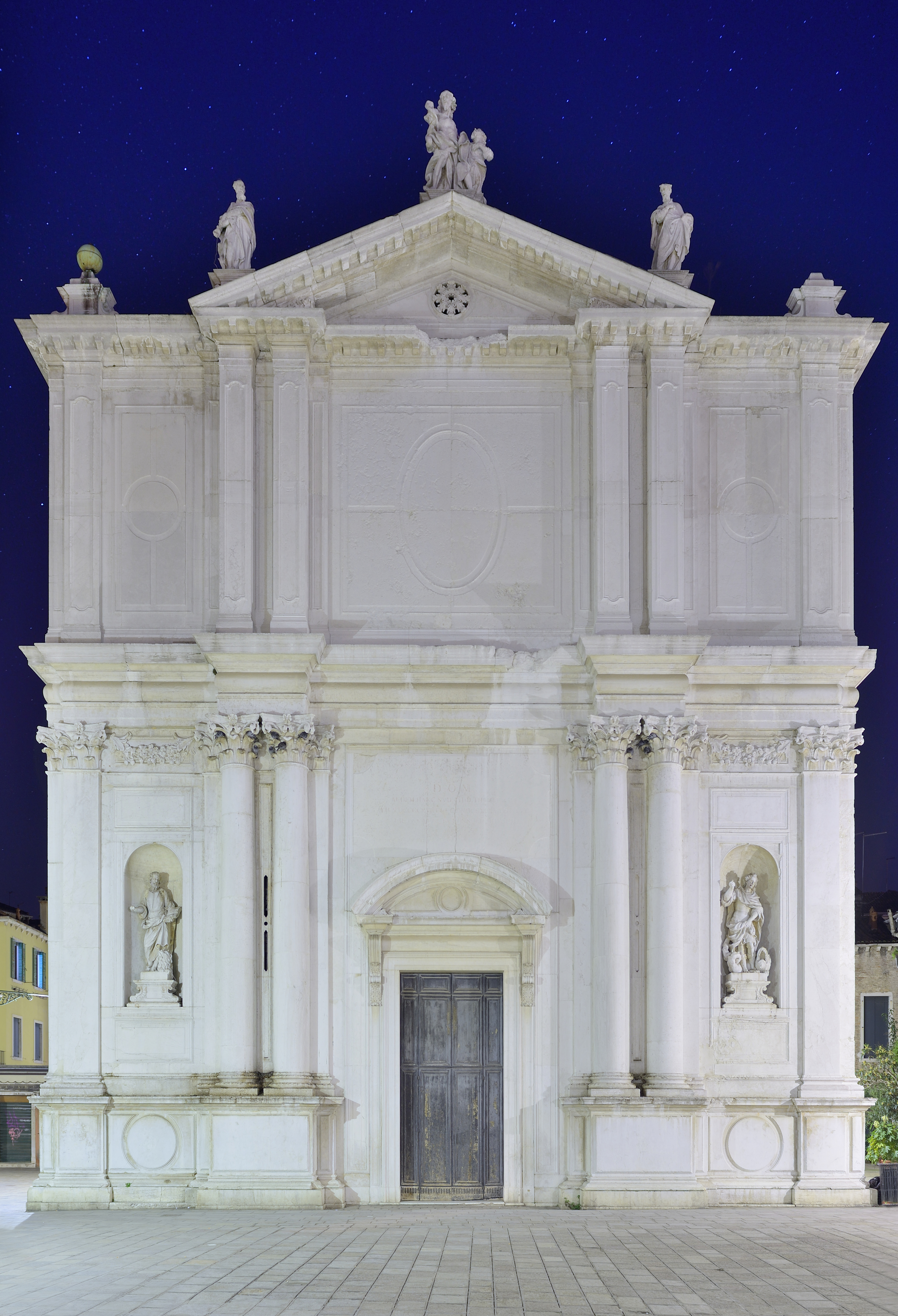
立面

该堂供奉圣多默宗徒。该地点的教堂可以追溯到第十世纪，目前的朝向是在1395年设置的，外部和大部分室内装饰是16-17世纪重建的结果。例如, 我们今天看到的巴洛克建筑布局是在1652年完成的。
少数可移动的内部装饰依然存在。正祭台曾经有圣多默和圣伯多禄宗徒雕像 (1616年)。曾经有雅克伯·帕尔马的两个祭台画：“圣母子、圣方济各和圣若望洗者”，以及“圣Mark和圣Aniano”。 它还有一个主要的祭台画，Andrea Vicentino的“基督受难”, 他还有许多其他作品在教堂内。 教堂现存的壁画，包括“圣多默致命”以及“圣多默的怀疑”。
高高的外墙上，是14世纪战争英雄、参议员 Giovanni Priuli的石棺。他的脚放在一只小狗上。

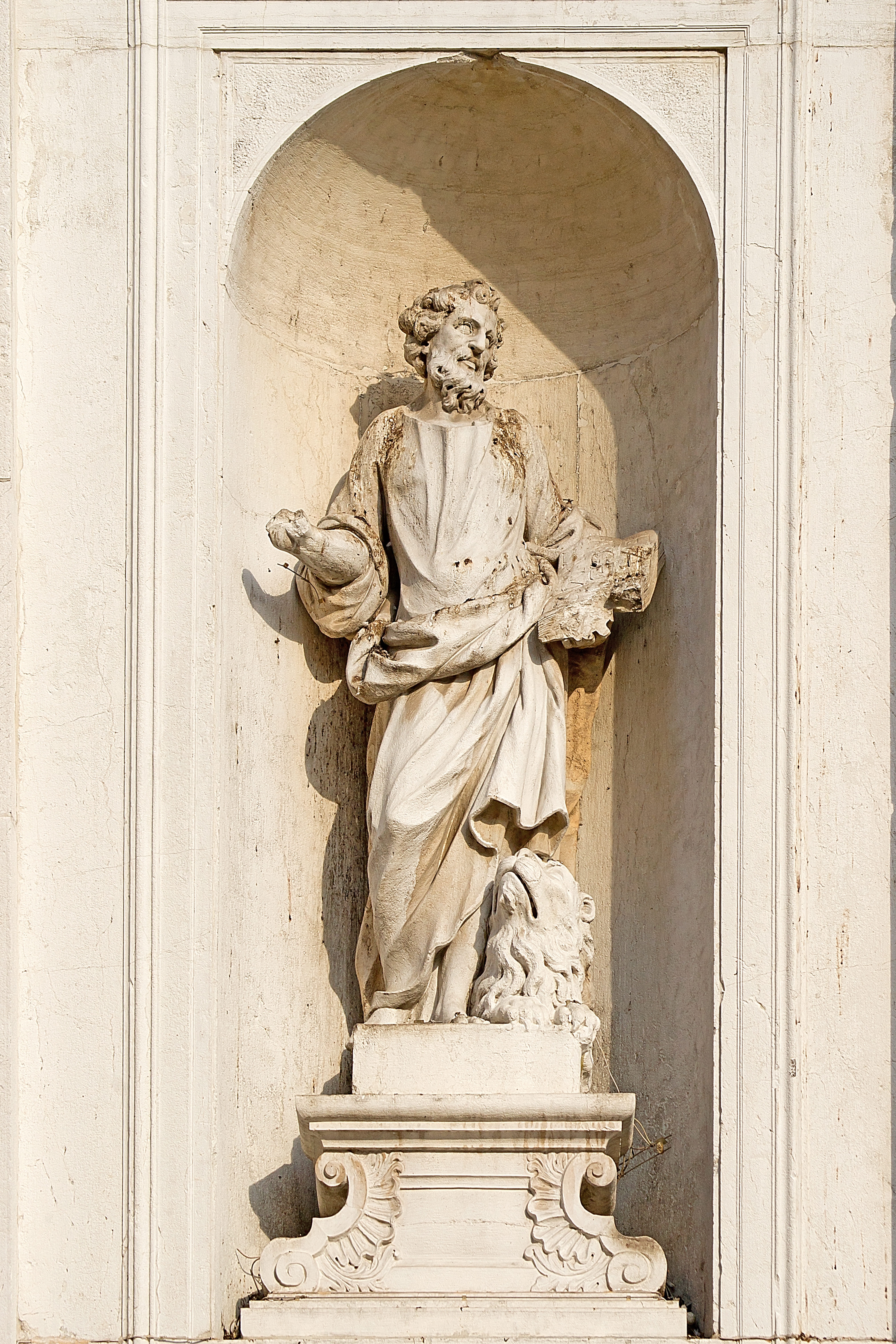
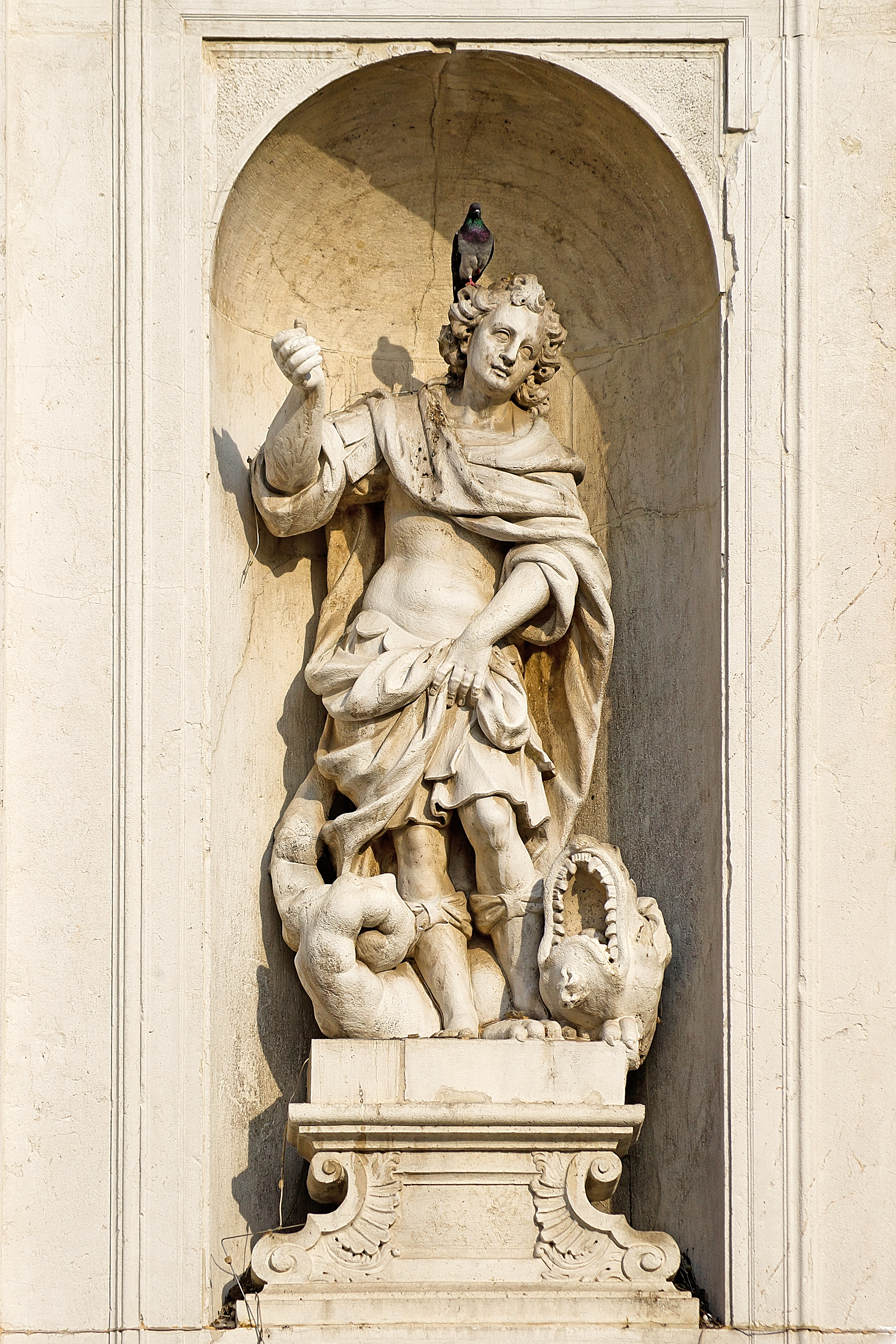
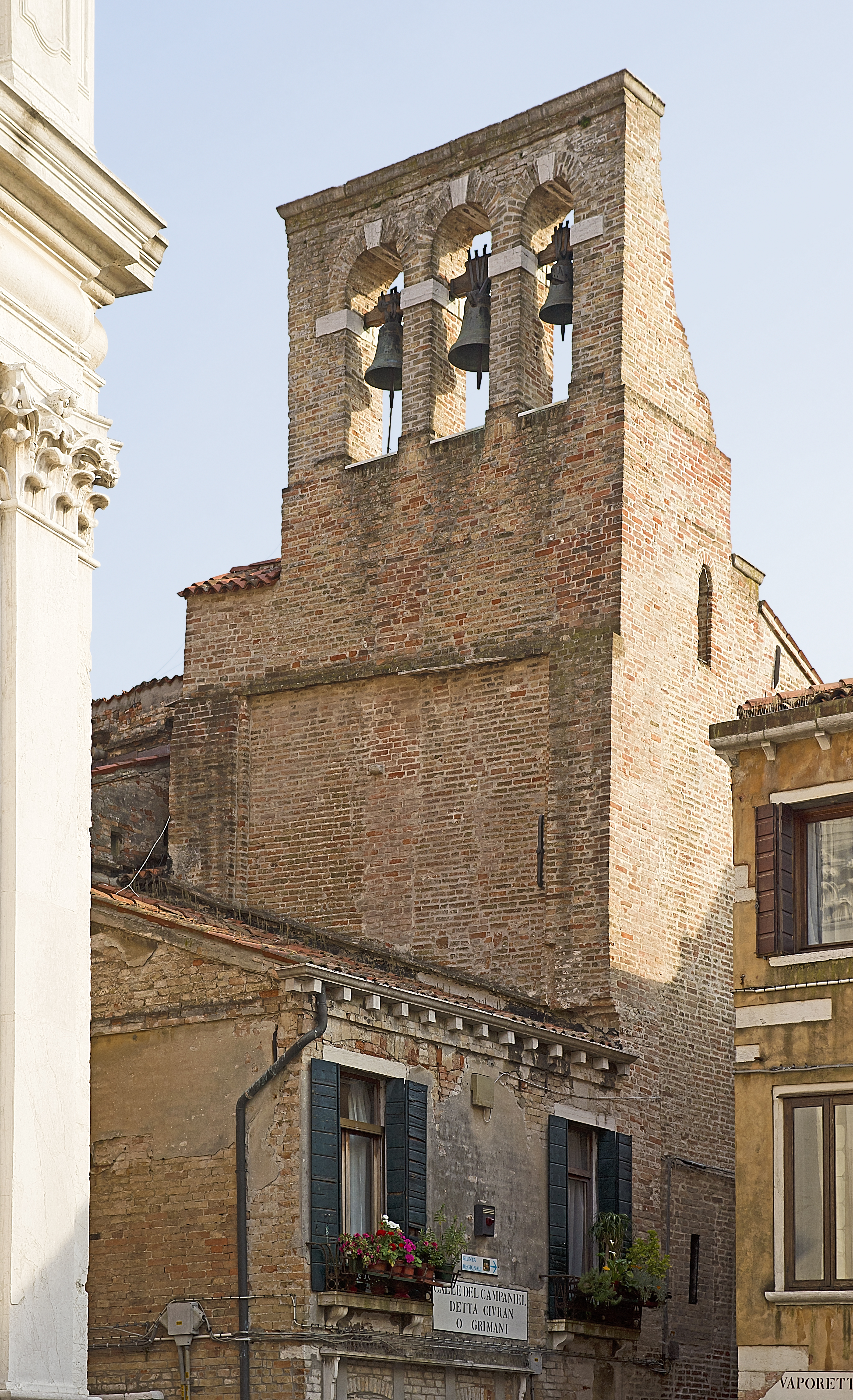
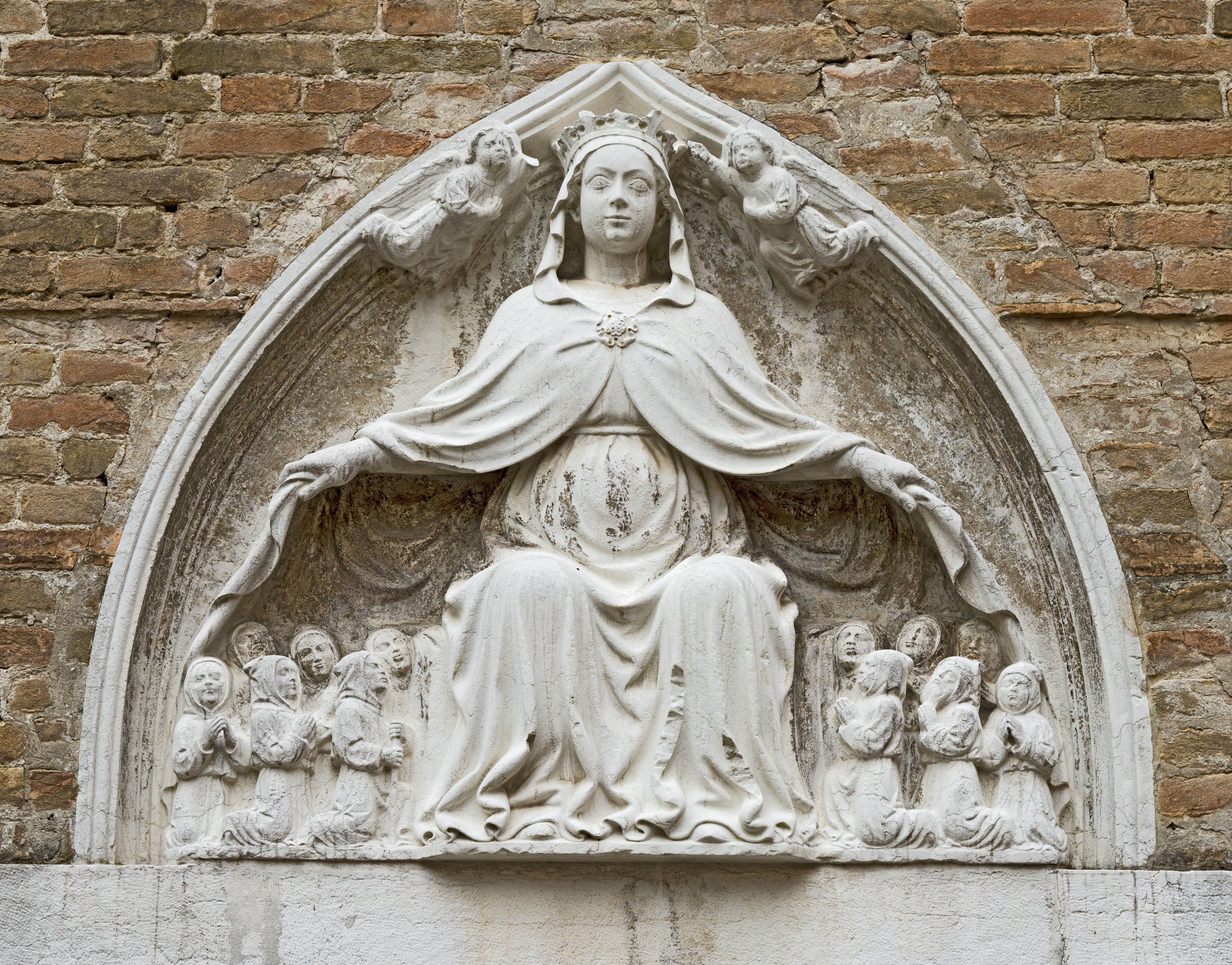
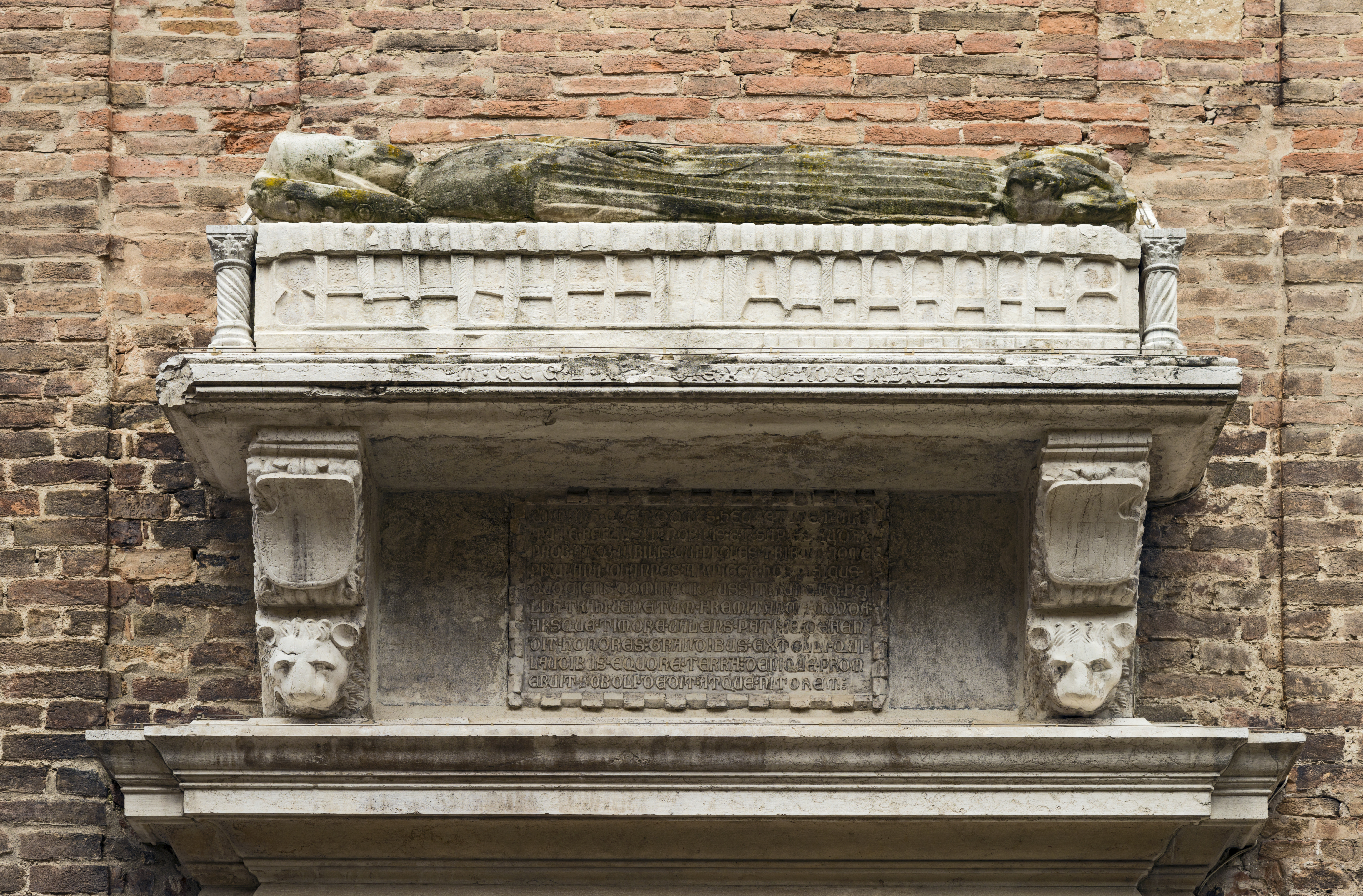